# 霍尼亞拉唐人街
霍尼亞拉唐人街是位於所罗门群岛霍尼亚拉市中心的东南方的一條唐人街。

## 历史
2006年所羅門群島選舉後，唐人街发生严重骚乱。许多抗议者认为，与中華人民共和國政府有关联的企业操纵了此次选举，唐人街附近的許多建築都被破壞。
2021年所羅門群島騷亂爆發後唐人街又遭到破坏，许多建筑物在暴力抗议中被烧毁。由于所羅門群島與中華人民共和國建交並與中華民國斷交，唐人街以及中国企业的辦公地點成为反梅納西·索加瓦雷抗议者的針對目标。

## 建筑物
- 霍尼亚拉酒店（英语：Honiara Hotel），一家拥有56间客房的酒店